# Avhustivka, Odesa
Avhustivka (în ucraineană Августівка) este localitatea de reședință a comuna Usatove din raionul Odesa, regiunea Odesa, Ucraina.

## Demografie
Componența lingvistică a localității Avhustivka
     Ucraineană (87,22%)
     Rusă (10,96%)
     Română (1,05%)
     Alte limbi (0,35%)
Conform recensământului din 2001, majoritatea populației localității Avhustivka era vorbitoare de ucraineană (87,22%), existând în minoritate și vorbitori de rusă (10,96%) și română (1,05%).